# Плесо (Ленінградська область)
Плесо (рос. Плесо) — присілок у Тихвінському районі Ленінградської області Російської Федерації.
Населення становить 13 осіб. Належить до муніципального утворення Мелегежське сільське поселення.

## Історія
Населений пункт розташований на історичній Новгородській землі, знищеній Московським царством у 15 столітті.
Згідно із законом від 1 вересня 2004 року № 52-оз належить до муніципального утворення Мелегежське сільське поселення.

## Населення
| 1879 | 1910 | 1928 | 1958 | 1997 | 2002 | 2007 |
| ---- | ---- | ---- | ---- | ---- | ---- | ---- |
| 136  | ↗175 | ↗222 | ↘61  | ↘23  | ↘18  | ↘9   |
| 2010 |      |      |      |      |      |      |
| ↗13  |      |      |      |      |      |      |